# Ran Min
Ran Min (xinès tradicional: 冉閔, xinès simplificat: 冉闵, pinyin: Rǎn Mǐn; mort el 352), també conegut com a Shi Min (石閔), honrat a títol pòstum pels Yan anteriors com Príncep Celestial Daowu de (Ran) Wei ((冉)魏悼武天王), nom de cortesia Yongzeng (永曾), malnom Jinu (棘奴), va ser un cap militar durant l'era dels Setze Regnes de la història xinesa i l'únic emperador de l'estat de curta durada de Ran Wei (冉魏). Ran (冉) és un nom familiar xinès poc comú. Va ser conegut per ordenar massacres de gent jie sota els Zhao posteriors.

## Rerefons familiar
El pare de Ran Min era Ran Liang (冉良), el qual més tard es va canviar el seu nom a Ran Zhan (冉瞻), procedent la Comandància de Wei (魏郡, a grans trets l'actual Handan, Hebei) i aquest era un descendent d'una família aristocràtica, una que havia d'haver tingut possessions. En les greus fams al voltant del 310, Zhan es va unir a un grup de refugiats dirigit per Chen Wu (陳午). Quan el fundador de Zhao posteriors Shi Le va derrotar-hi a Chen en el 311, aquest va capturar també al jove d'11 anys Ran Zhan, i per raons desconegudes, Shi va fer que el seu nebot Shi Hu adoptés Ran Zhan com el seu fill i canviés el seu nom a Shi Zhan. La mare de Ran Min es va anomenar Wang (王). No es coneix quan va nàixer Min, però hauria d'haver estat conegut com a Shi Min.
S'esmenta que un Shi Zhan va morir en la guerra quan Shi Hu va ser derrotar per l'emperador de Zhao anteriors, Liu Yao, el 328, però no és clar si aquest Shi Zhan era el pare de Shi Min.